# Серпент

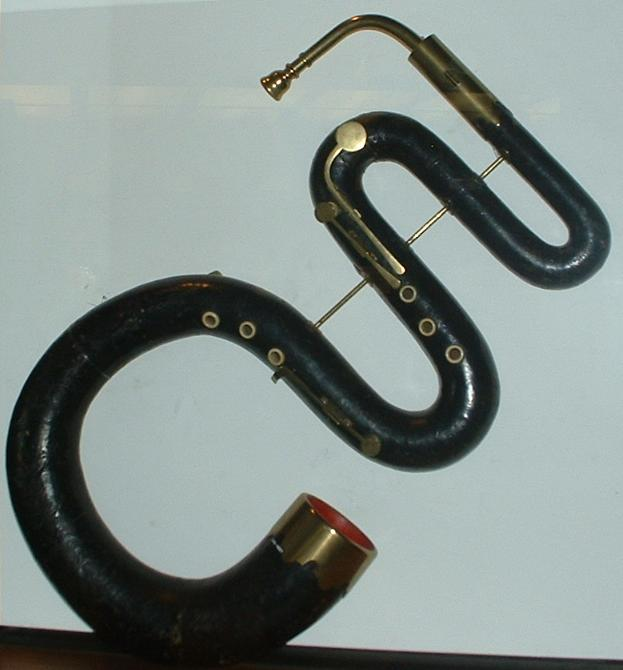
Серпент

Серпе́нт (фр. serpent — змія) — старовинний духовий музичний інструмент, предок кількох сучасних духових інструментів.

## Історія
Відомий з XVI століття. Свою назву отримав завдяки змієподібній зігнутій формі. Виготовлявся з різноманітних матеріалів: дерева, міді, цинку або срібла. Мав мундштук з глибокою чашкою, виготовлений зі слонової кістки або кісток інших тварин, дуже схожий на мундштуки сучасних мідних духових інструментів. У корпусі спочатку мав шість отворів. Пізні моделі вже мали кілька клапанів. Використовувався в церковній музиці, зокрема як «підтримка» басів у церковному хорі. Звук досить сильний, грубий, інтонаційно нестійкий. Входив до складу багатьох оркестрів.